# 다니엘 에스피노사
요르예 다니엘 에스피노사(Jorge Daniel Espinosa, 1977년 3월 23일 ~ )는 스웨덴의 영화 감독이다.

## 내력
1977년 3월 23일 스톡홀름에서 칠레계 혈통으로 태어났다. 2001년에 덴마크 국립 영화 학교를 졸업하였다. 세번째 장편 영화 《이지 머니》가 스웨덴 내에서 흥행하여 이름을 알렸다.

## 작품 목록
- Bokseren (2003, 단편)
- Babylonsjukan (2004)
- Uden for kærligheden (2007)
- 《이지 머니》 (2010)
- 《세이프 하우스》 (2012)
- 《차일드 44》 (2015)
- 《라이프》 (2017)
- 《모비우스》 (2021)